# Frechen
Frechen é uma cidade da Alemanha, localizada perto de Colónia no distrito do Reno-Erft, Renânia do Norte-Vestfália.

### Geografia
O núcleo original do povoado de Frechen situa-se como uma aldeia de rua alongada na encosta nordeste da Ville em ambos os lados da Frechener Bach, que antigamente se originava em Benzelrath, fluía ao longo da estrada principal e antigamente se infiltrava no cascalho da Baía de Colônia. Hoje só é reconhecível como uma saída da estação de tratamento de esgoto e agora flui para o Kölner Randkanal. O vilarejo costumava ser dividido em um vilarejo superior e um vilarejo inferior situado na colina inferior. A fronteira era na Frechener Burg (Burgstraße), cujas valas também eram alimentadas pelo riacho. Após o fim da mineração de lignite e o recultivo da terra, Frechen fez parte do Parque Natural da Renânia, que também inclui a Königsdorfer Wald, que não foi afetada pela mineração.